# إيلي بامبر
إليانور إليزابيث «إيلي» بامبر (بالإنجليزية: Eleanor Elizabeth Bamber) هي ممثلة إنجليزية من مواليد 2 فبراير 1997 بمقاطعة سري بالقرب من العاصمة لندن. في عام 2018 فازت بالجائزة الثالثة في حفل توزيع جوائز إيان تشارلزون عن أدائها في مسرحية السيدة من البحر في مسرح دونمار ويرهاوس.

## حياتها المبكرة
ولدت إيلي بامبر في مقاطعة سري بإنجلترا، ولها أخ أصغر منها يدعى لوكاس. يعمل والدها ديفيد في التمويل ووالدتها مديرتها. تلقت تعليمها الخاص في مدرسة إيغل هاوس ومدرسة هيرست لودج، ثم أكملت دراستها بكلية ولنجتون وحصلت على منح دراسية للدراما.

## حياتها الشخصية
واعدت بامبر الممثل ريتشارد مادن من عام 2017 إلى يناير 2019.

## الأعمال
| السنة | العنوان                       | الدور          | ملاحظات                                                                            |
| ----- | ----------------------------- | -------------- | ---------------------------------------------------------------------------------- |
| 2014  | The Falling                   | Dreamy Girl    |                                                                                    |
| 2016  | كبرياء وتحامل ووحوش الزومبي   | Lydia Bennett  |                                                                                    |
| 2016  | Bring Back the Cat            | Tittie         | فيلم قصير                                                                          |
| 2016  | حيوانات ليلية                 | India Hastings | Nominated—San Diego Film Critics Society Award for Best Performance by an Ensemble |
| 2018  | كسارة البندق والعوالم الأربعة | Louise         |                                                                                    |
| 2018  | High Resolution               | Erin           |                                                                                    |
| 2018  | Extracurricular Activities    | Mary-Alice     | Post-production                                                                    |

| السنة | العنوان          | الدور   | ملاحظات                     |
| ----- | ---------------- | ------- | --------------------------- |
| 2012  | A Mother's Son   | Olivia  | Television miniseries       |
| 2015  | The Musketeers   | Martine | حلقة: "The Prodigal Father" |
| 2016  | The Fashion Fund | Herself | حلقة: "Winner Announced"    |
| 2018  | Les Misérables   | Cosette | دور أساسي, 3 حلقات          |

## وصلات خارجية
إيلي بامبر على موقع IMDb (الإنجليزية)
- إيلي بامبر على موقع روتن توميتوز (الإنجليزية)
- إيلي بامبر على موقع قاعدة بيانات الأفلام العربية
- إيلي بامبر على موقع ألو سيني (الفرنسية)
- إيلي بامبر على موقع تيرنر كلاسيك موفيز (الإنجليزية)
- إيلي بامبر على موقع أول موفي (الإنجليزية)
- إيلي بامبر على موقع قاعدة بيانات الفيلم (الإنجليزية)
- إيلي بامبر على موقع كينوبويسك (الروسية)